# Evan Dunham
Evan Neil Dunham, född 18 december 1981 i Eugene, är en amerikansk MMA-utövare som 2009–2018 tävlade i organisationen Ultimate Fighting Championship och som vid UFC 250 6 juni 2020 återkom till organisationen och sporten.